# Глухая Репа
Глухая Репа — река в Вологодской и Ярославской областях России.
Протекает по территории Череповецкого и Пошехонского районов. Устье реки находится в 31 км по левому берегу реки Репы. Длина реки составляет 12 км.

## Данные водного реестра
По данным государственного водного реестра России относится к Верхневолжскому бассейновому округу, водохозяйственный участок реки — Рыбинское водохранилище до Рыбинского гидроузла и впадающие в него реки, без рек Молога, Суда и Шексна от истока до Шекснинского гидроузла, речной подбассейн реки — Реки бассейна Рыбинского водохранилища. Речной бассейн реки — (Верхняя) Волга до Куйбышевского водохранилища (без бассейна Оки).
Код объекта в государственном водном реестре — 08010200412110000009861.